# Публій Попіллій Ленат
Публій Попіллій Ленат (лат. Publius Popillius Laenas; ? — після 121 до н. е.) — політичний, державний та військовий діяч Римської республіки, консул 132 року до н. е.

## Життєпис
Походив з плебейського роду Попілліїв. Син Гая Попіллія Лената, консула 172 та 158 років до н. е. Про молоді роки немає відомостей.
Був противником реформи Тиберія Семпронія Гракха. У 133 році до н. е. був одним з очільників сенатської комісії, що розправлялася із прихильниками Гракха.
У 132 році до н. е. обраний консулом разом з Публієм Рупілієм. На час, коли його колега придушував повстання рабів на Сицилії, Ленат займався облаштуванням справ у самій Італії. Під час своєї каденції проклав дорогу від Капуї до Регіума, що дістала назву Попіллієва дорога.
У 123 році відповідно до закону Гая Гракха (стосовно комісій, що ухвалювали вироки римським громадянам без згоди народних зборів) вимушений був вирушити у вигнання (за участь у комісії проти прихильників Тиберія Гракха). Лише після загибелі Гракха у 121 році до н. е. зумів повернутися. Ймовірно, помер незабаром після цього.